# Opel Signum
De Opel Signum was een personenwagen gebaseerd op de Opel Vectra Stationwagon. Een groot succes is het model niet geworden, wat mede komt door de grote gelijkenis met de veel goedkopere Vectra. Het interieur en de voorkant van deze wagen zijn namelijk identiek aan de Opel Vectra C. 
De auto is verkrijgbaar met diverse reguliere motoren (1.8/2.0T/2.2/2.8 V6/3.2 V6) en met CDTI-dieselmotoren (1.9 CDTI/3.0CDTI V6).
De Opel Signum verschilt in interieuropbouw van de Opel Vectra. De Signum biedt de passagiers achter meer beenruimte, omdat het gebaseerd is op het onderstel van de Vectra-stationwagen. Daarnaast heeft de Signum op de tweede zitrij geen normale bank, maar biedt hij twee stoelen, met daar tussenin een Travel Assistent. Dit is een (gekoelde) opbergbox met meerdere functionele eigenschappen. Het verdere interieur, zoals het dashboard, verschilde niet met de Vectra.
De Signum werd in 2006 gefacelift, waarmee het ook de facelift van de Vectra opvolgde. Hiermee veranderde de voorkant en gedeeltelijk het interieur van de Signum, maar waren beide zaken nog steeds identiek aan de Vectra.
Met de komst van de Opel Insignia in 2008 is de Signum uit de handel genomen. Er zijn hiermee tussen 2003 en 2008 1992 eenheden van de Signum verkocht, met nog 3 in 2009 en 1 in 2010.

## Motoren

### Benzine motoren (2002 tot 2008)
| Type         | Code   | Motor    | Motor     | Motor   | Vermogen(kw/pk)/min-1 | Max.koppel(Nm /min-1) | Jaartal     | Versnellingsbak                                   |
| Type         | Code   | Inhoud   | Cilinders | Kleppen | Vermogen(kw/pk)/min-1 | Max.koppel(Nm /min-1) | Jaartal     | Versnellingsbak                                   |
| ------------ | ------ | -------- | --------- | ------- | --------------------- | --------------------- | ----------- | ------------------------------------------------- |
| 1.8          | Z18XE  | 1796 cm³ | 4-in-lijn | 16V     | 90 (122)/6000         | 167/3800              | 2003 - 2004 | Vijfbak F17 (of tijdelijk CVT)                    |
| 2.2 direct   | Z22YH  | 2198 cm³ | 4-in-lijn | 16V     | 114 (155)/5600        | 220/4000              | 2003–2008   | Vijfbak F17 (later Zesbak M32), Automaat: 5v AF23 |
| 2.0 Turbo    | Z20NET | 1998 cm³ | 4-in-lijn | 16V     | 129 (175)/5500        | 265/2500−3800         | 2003–2008   | Zesbak F40                                        |
| 3.2 V6       | Z32SE  | 3175 cm³ | V6        | 24V     | 155 (211)/6200        | 300/4000              | 2003 - 2005 | Vijfbak F35, Automaat: 5V AF33                    |
| 2.8 V6 Turbo | Z28NEL | 2792 cm³ | V6        | 24V     | 169 (230)/5500        | 330/1800−4500         | 2005–2007   | Zesbak F40, Automaat: 6v AF40                     |
| 2.8 V6 Turbo | Z28NET | 2792 cm³ | V6        | 24V     | 184 (250)/5500        | 350/1800−4500         | 2007–2008   | Zesbak F40, Automaat: 6v AF40                     |

### Diesel motoren (2002 tot 2008)
| Type     | Motor     | Motor     | Motor   | Vermogen | Koppel | Jaartal     |
| Type     | Inhoud    | Cilinders | Kleppen | Vermogen | Koppel | Jaartal     |
| -------- | --------- | --------- | ------- | -------- | ------ | ----------- |
| 1.9 CDTi | 1.910 cm³ | 4-in-lijn | 8V      | 100 pk   | 260 Nm | 2005 - 2007 |
| 2.2 DTi  | 2.171 cm³ | 4-in-lijn | 16V     | 125 pk   | 280 Nm | 2003 - 2004 |
| 1.9 CDTi | 1.910 cm³ | 4-in-lijn | 8V      | 120 pk   | 280 Nm | 2004 - 2008 |
| 1.9 CDTi | 1.910 cm³ | 4-in-lijn | 16V     | 150 pk   | 320 Nm | 2004 - 2008 |
| 3.0 CDTi | 2.958 cm³ | V6        | 24V     | 177 pk   | 370 Nm | 2003 - 2005 |
| 3.0 CDTi | 2.958 cm³ | V6        | 24V     | 184 pk   | 400 Nm | 2005 - 2008 |

## Verkoopcijfers in Nederland vanaf 2003 tot 2010
| Verticaal staafdiagram van verkoopcijfers Nederland van tussen 2003 en 2010 |
| --------------------------------------------------------------------------- |
|                                                                             |

Totaal : 1996